# (7421) Kusaka
(7421) Kusaka ist ein Asteroid des Hauptgürtels, der am 30. April 1982 von den japanischen Astronomen Yoshio Kushida und Osamu Muramatsu am Yatsugatake South Base Observatory (IAU-Code 896) entdeckt wurde.
Der Asteroid wurde am 26. Mai 2002 nach dem japanischen Amateurastronomen Hideaki Kusaka (1924–1991) benannt.